# Gamma Phoenicis
γ Phoenicis ist ein Spektroskopischer Doppelstern im Sternbild Phönix in einer Entfernung von etwa 235 Lichtjahren. Der helle Hauptstern ist ein Roter Riese der Spektralklasse M0 IIIa und außerdem veränderlich, wobei in der Lichtkurve eine Periode von etwa 194 Tagen erkannt werden kann. Über den Begleiter ist wenig bekannt, er umkreist den hellen Stern in einer Entfernung von etwa 0,65 AE. Zusammen bilden sie ein System vom Typ Beta Lyrae. Möglicherweise akkretiert der Begleiter Masse vom Roten Riesen was eine Erklärung für die beobachtete stellare Aktivität im System sein könnte.